# Europejskie postępowanie uproszczone
Europejskie postępowania uproszczone – regulacja prawna Unii Europejskiej zmierzająca do uproszczenia i przyspieszenia procedur sądowych w sporach międzypaństwowych. Europejskie postępowania uproszczone obejmują dwa rodzaje postępowań – europejskie postępowanie w sprawie drobnych roszczeń (obowiązujące od 2009 roku) oraz europejskie postępowanie nakazowe (obowiązujące od 2008 roku). Odnoszą się one do sporów cywilnych i gospodarczych powstałych między podmiotami pochodzącymi z różnych państw członkowskich UE.     
Zgodnie z odpowiednimi postanowieniami rozporządzeń wydanych przez Parlament Europejski i Radę Unii Europejskiej, zawarta w nich regulacja wiąże wszystkie państwa członkowskie z wyjątkiem Danii. Wynika to z przyjętych warunków przystąpienia Danii do Unii Europejskiej, zgodnie z którymi państwo to nie uczestniczy we współpracy sądowej w sprawach cywilnych.

## Źródła prawa
Dokumentami regulującymi kwestię europejskich postępowań uproszczonych są:
- europejskie źródła prawa: 
  - rozporządzenie (WE) nr 861/2007 Parlamentu Europejskiego i Rady z dnia 11 lipca 2007 r. ustanawiające europejskie postępowanie w sprawie drobnych roszczeń (Dz.U. L 199 z 31.7.2007)
  - rozporządzenie (WE) nr 1896/2006 Parlamentu Europejskiego i Rady z dnia 12 grudnia 2006 r. ustanawiające postępowanie w sprawie europejskiego nakazu zapłaty (Dz.U. L 399 z 30.12.2006)
- polskie źródła prawa:  
  - Kodeks postępowania cywilnego – art. 50521 – 50527a (jako wyraz konkretyzacji dla potrzeb praktycznego stosowania prawa europejskiego w Polsce).

## Cel europejskich postępowań uproszczonych
Europejskie postępowania uproszczone są wyrazem dążeń ustawodawcy europejskiego do jak największego ułatwienia dochodzenia roszczeń na gruncie międzypaństwowym. Ma to zachęcić przedsiębiorców danego państwa do poszerzania swojej działalności na obszary innych państw członkowskich. Celem europejskich postępowań uproszczonych jest:
- uproszczenie postępowań w sporach międzypaństwowych;
- przyspieszenie procedur sądowych na gruncie międzynarodowym;
- ograniczenie formalizmu sądowego;
- zmniejszenie kosztów związanych z rozstrzyganiem określonego rodzaju spraw;
- usprawnienie przebiegu postępowania w danych kwestiach spornych.

Tym samym europejskie postępowanie uproszczone powinno być z natury postępowaniem szybkim, nieskomplikowanym i ograniczającym koszty procesów sądowych.

## Ogólne zasady dotyczące europejskich postępowań uproszczonych
Uproszczeniu, ujednoliceniu  i usprawnieniu uległy kwestie związane z:  
- orzecznictwem sądowym – orzeczenia wydane w tych procedurach są z urzędu uznawane i wykonywane w innych państwach członkowskich, bez konieczności przeprowadzenia dodatkowego postępowania, mającego na celu uznania bądź stwierdzenia wykonalności orzeczenia sądowego, jak ma to miejsce w przypadku korzystania z procedury krajowej.
- jurysdykcją postępowania – zgodnie z rozporządzeniem Rady (WE) nr 44/2001 z dnia 22 grudnia 2000 r. w sprawie jurysdykcji i uznawania orzeczeń sądowych oraz ich wykonywania, sądem właściwym w sprawach cywilnych i handlowych jest sąd państwa członkowskiego, w którym pozwany ma miejsce zamieszkania lub siedzibę (ustalone zgodnie z treścią art. 59 i 60). Zmiana tej zasady możliwa jest w wypadku spraw ubezpieczeniowych lub konsumenckich (na mocy przepisów szczególnych zawartych w rozporządzeniu) lub na mocy zawartej między stronami umowy.
- kosztami postępowań sądowych – opłacie podlegają wszelkie pisma wszczynające postępowanie sądowe (potwierdzenie dokonania opłaty należy załączyć do pozwu). Wysokość opłat wyznaczana jest przez przepisy krajowe państw członkowskich. Na gruncie polskim jest to opłata stała od pozwu w kwocie 100 zł (europejskie postępowanie w sprawie drobnych roszczeń) lub 5% wartości przedmiotu sporu (europejski nakaz zapłaty). Przy czym w chwili uprawomocnienia się wydanego nakazu – 3/4 wniesionej pięcioprocentowej opłaty podlega zwrotowi. Z zasady koszty postępowania sądowego ponosi strona przegrana.
- językiem używanym w postępowaniu – jest nim język obowiązujący w siedzibie sądu rozstrzygającego sprawę, w nim też wydawane jest orzeczenie sądowe. Zgodnie z regulacją rozporządzenia 861/07 w języku urzędowym sądu orzekającego należy sporządzić: pozew, odpowiedź na pozew, powództwo wzajemne, odpowiedź na powództwo wzajemne oraz odpisy istotnych w sprawie dokumentów, a także pozew i sprzeciw od nakazu zapłaty. Sąd może również zobowiązać stronę do przetłumaczenia innego dokumentu, uznanego za niezbędny do wydania orzeczenia. Brak jest regulacji dotyczących sposobu tłumaczenia. Zaleca się powierzenie tego zadania tłumaczowi przysięgłemu. Nie ma jednak konieczności posiadania potwierdzenia notarialnego.
- sposobu prowadzenia postępowania – co do zasady, są to postępowania pisemne, a zarządzenie posiedzenia sądu jest sytuacją wyjątkową. Zgodnie z rozporządzeniem 861/2007 sąd przeprowadza rozprawę, jeśli uzna to za konieczne lub jeśli wniesie o to jedna ze stron, ale sąd może też oddalić taki wniosek, gdy uzna to za zbędne. Zeznania świadków również powinny być złożone na piśmie. Sąd może jednak przeprowadzić rozprawę w tym zakresie w drodze konferencji wideo lub innych środków bądź dopuścić dowód z ustnych zeznań, jeśli jest to niezbędne do wydania orzeczenia.
- terminu wydania orzeczenia – w ramach europejskiego nakazu zapłaty sąd wydaje orzeczenie w sprawie niezwłocznie, nie później niż w ciągu 30 dni. Od wniesienia przez pozwanego sprzeciwu zależy, czy nakaz zapłaty się uprawomocni i będzie stanowić podstawę egzekucji roszczenia. W przypadku postępowania w sprawie drobnych roszczeń, sąd orzekający jest zobowiązany do wydania orzeczenia w ciągu 30 dni od doręczenia mu wymaganych dokumentów (głównie pozew i odpowiedź na pozew). W wypadku wezwania przez sąd stron do przedstawienia dalszych informacji lub zarządzeniu rozprawy, postępowanie to ulega przedłużeniu.

## Podział europejskich postępowań uproszczonych

### Europejskie postępowanie w sprawie drobnych roszczeń

#### Charakterystyka europejskiego postępowania w sprawach drobnych roszczeń
Dochodzone w tym postępowaniu roszczenie powinno mieć „drobny” charakter, tj. nie przekraczać wartości 5000 euro (z wyłączeniem odsetek, kosztów i wydatków) w momencie wniesienia pozwu w sprawie). Jest to gwarantem szybkości, sprawności i niskich kosztów postępowania sądowego. Zgodnie z Rozporządzeniem 861/2007, w postępowaniu tym nie mogą być dochodzone roszczenia w sprawach z zakresu:  
- stanu cywilnego, zdolności prawnej i zdolności do czynności prawnych oraz przedstawicielstwa ustawowego osób fizycznych;
- praw majątkowych wynikających ze stosunków małżeńskich, testamentów i dziedziczenia oraz obowiązków alimentacyjnych;
- postępowań upadłościowych, postępowań związanych z likwidacją niewypłacalnych spółek lub innych osób prawnych, postępowań układowych oraz innych analogicznych postępowań;
- ubezpieczeń społecznych;
- sądownictwa polubownego;
- prawa pracy;
- najmu lub dzierżawy nieruchomości, z wyłączeniem powództw dotyczących roszczeń pieniężnych;
- naruszenia prywatności i dóbr osobistych, w tym zniesławienia[4].

Pozew w sprawie powinien zostać sporządzony z formie uniwersalnego formularza, którego wzór został załączony do Rozporządzenia 861/2007. Postępowanie sądowe również ma pisemny charakter (w tym dowody z zeznań świadków oraz wysłuchania stron). Orzeczenie w sprawie może wydać nie tylko sąd, ale również referendarz sądowy. Rozstrzygnięcie może zapaść także na posiedzeniu niejawnym (tj. bez obecności stron). Wszystko to służy usprawnieniu, przyspieszeniu i ograniczeniu formalizmu postępowania. 

#### Przebieg europejskiego postępowania w sprawie drobnych roszczeń
Europejskie postępowanie w sprawie drobnych roszczeń, w przypadku którego reprezentacja przez adwokata nie jest obowiązkowa, obejmuje:
1. Złożenie pozwu – formularz A[5] ze wskazanym rodzajem sporu, kwotą roszczenia itp.
2. Złożenie korekty i/lub uzupełnienia pozwu – w przypadku, gdy informacje przedstawione przez powoda są niewystarczające, sąd wnioskuje o ich uzupełnienie/poprawienie (załącznik II, formularz B). Odrzucenie pozwu następuje w chwili niedotrzymania terminu złożenia korekty bądź gdy powództwo jest  bezzasadne lub niedopuszczalne.
3. Zawiadomienie pozwanego – przesłanie pozwanemu drogą pocztową opisu pozwu wraz z ewentualnymi wnioskami i wypełnionym przez sąd formularzem odpowiedzi (załącznik III, formularz C) w terminie 14 dni.
4. Okres 30 dni dla pozwanego – liczony od daty doręczenia formularza odpowiedzi potwierdzonej dokumentem odbioru.
5. Przekazanie odpowiedzi pozwanego powodowi – przesłanie kopii odpowiedzi pozwanego wraz ze stosownymi dokumentami w terminie 14 dni od dnia otrzymania jej przez sąd.
6. Okres 30 dni dla powoda – liczony od daty doręczenia odpowiedzi pozwanego. W sytuacji zaistnienia powództwa wzajemnego, jeśli wartość sporu przekracza 2000 euro, roszczenia dochodzone z powództwa głównego, a także roszczenia dochodzonego z powództwa wzajemnego nie mogą być dochodzone w ramach europejskiego postępowania uproszczonego.
7. Wydanie decyzji w terminie 30 dni – liczony od daty otrzymania odpowiedzi pozwanego lub powoda (w przypadku powództwa wzajemnego). Sąd może jednak wezwać strony do przedstawienia dodatkowych informacji, zadecydować o przeprowadzeniu postępowania dowodowego lub wezwaniu stron na rozprawę (w terminie 30 dni od wezwania). Wówczas sąd lub trybunał podejmuje decyzję w ciągu 30 dni po rozprawie lub po otrzymaniu wszystkich niezbędnych informacji. W przypadku ich braku/niedotrzymania terminu doręczenia, sąd/ trybunał wydaje mimo to orzeczenie w sprawie z powództwa głównego lub z powództwa wzajemnego.
8. Postępowanie dowodowe – sposób postępowania i jego zakres określa sąd, wybierając najprostsze i najmniej kłopotliwe rozwiązania.
9. Wykonanie orzeczenia – przebiega zgodnie z prawem proceduralnym państwa członkowskiego wykonania. Strona dochodząca wykonania przedstawia odpis orzeczenia i zaświadczenia (formularz D) oraz jego tłumaczenie sporządzone przez uprawnioną osobę na język urzędowy lub jeden z języków urzędowych państwa wykonania.
10. Odmowa wykonania orzeczenia i możliwość odwołania – ewentualność ta przysługuje sądowi państwa członkowskiego wykonania (odmowa wykonania orzeczenia) i pozwanemu (odwołanie) w określonych rozporządzeniem sytuacjach. Sąd zadecyduje o ich zasadności lub bezpodstawności i odpowiednio o uchyleniu lub wykonaniu orzeczenia.

### Europejskie postępowanie nakazowe

#### Charakterystyka europejskiego postępowania nakazowego
Europejskie postępowanie nakazowe pełni podobną rolę do krajowego postępowania nakazowego czy postępowania upominawczego. Ważne jest, aby dochodzone roszczenie miało charakter bezsporny. Pozostaje to w ścisłym związku z funkcją nakazu zapłaty jako rozstrzygnięcia sprawy wyłącznie na podstawie przedłożonych do pozwu dokumentów. Brak jest wymogów dotyczących wysokości roszczenia. 
Europejski nakaz zapłaty może zostać wydany w sprawach stricte cywilnych i handlowych, a nie ma zastosowania w sprawach tyczących się: 
- praw majątkowych wynikających ze stosunków małżeńskich, testamentów i dziedziczenia;
- upadłości związanej z likwidacją niewypłacalnych spółek lub innych osób prawnych, postępowań pojednawczych oraz układów;
- zabezpieczenia społecznego;
- roszczeń wynikających z zobowiązań pozaumownych.

Tak określone wymogi sprawiają, że postępowanie to jest w praktyce szybko i efektywnie przebiegającym procesem. Służy temu również wymóg złożenia pozwu w formie uniwersalnego formularza załączonego do Rozporządzenia 1896/2006 oraz możliwość rozstrzygnięcia sprawy przez referendarza sądowego czy rozstrzyganie jej na posiedzeniu niejawnym.  

#### Przebieg europejskiego postępowania nakazowego
1. Złożenie pozwu o wydanie europejskiego nakazu zapłaty – formularz A[6].
2. Złożenie korekty i/lub uzupełnienie pozwu - jeśli formularz pozwu nie jest kompletny, sąd umożliwia powodowi uzupełnienie lub poprawienie pozwu (załącznik II, formularz B), chyba że roszczenie jest nieuzasadnione lub pozew jest niedopuszczalny. Jeżeli wymogi są spełnione jedynie w odniesieniu do części roszczenia, sąd może zażądać wprowadzenia poprawek do pozwu (załącznik III, formularz C).
3. Czas na odpowiedź ze strony pozwanego – pozwany jest wzywany w określonym terminie do przyjęcia lub odrzucenia propozycji wydania europejskiego nakazu zapłaty na kwotę określoną przez sąd. Powód musi zostać poinformowany o skutkach swojej decyzji, a odpowiedzi udziela, zwracając formularz przesłany przez sąd.
4. Wydanie europejskiego nakazy zapłaty lub odrzucenie pozwu – jeżeli powód przyjmuje propozycję sądu, sąd wydaje europejski nakaz zapłaty. W wypadku odpowiedzi odmownej lub jej braku, sąd odrzuca w całości pozew. O przyczynach odrzucenia pozwu powód jest informowany przy użyciu formularza D (załącznik IV). Od odrzucenia pozwu nie przysługuje odwołanie, ale powód może dochodzić swoich roszczeń w nowym pozwie lub przy zastosowaniu dowolnej innej procedury przewidzianej prawem państwa członkowskiego. Jeżeli spełnione są warunki złożenia pozwu o wydanie europejskiego nakazu zapłaty, sąd – zwykle w terminie 30 dni od wniesienia pozwu – wydaje europejski nakaz zapłaty (okres 30 dni nie obejmuje czasu, który zajęły powodowi uzupełnienie, poprawienie lub zmiana pozwu).
5. Doręczenie europejskiego nakazu zapłaty pozwanemu – dopuszczalne wyłącznie wówczas, gdy istnieje pewność co do adresu pozwanego. Inną ewentualnością jest doręczenie do przedstawiciela pozwanego. Doręczenie Może przybrać formę doręczenia za lub bez potwierdzenia odbioru[7].
6. Sprzeciw od europejskiego nakazu zapłaty – przysługuje pozwanemu i musi zostać wysłany (załącznik VI, formularz F) w terminie 30 dni od doręczenia mu nakazu. W sprzeciwie wystarczy zakwestionować roszczenie bez konieczności precyzowania powodów. W przypadku wniesienia sprzeciwu dalsze postępowanie odbywa się przed właściwymi sądami w państwie członkowskim wydania zgodnie z przepisami regulującymi zwykłe postępowanie cywilne, chyba że powód wyraźnie zażądał w takim przypadku zakończenia postępowania[7].